# Slapend kind
Slapend kind (Frans: Enfant endormi) is een neoclassicistich medaillon van de hand van de Naamse beeldhouwer Pierre-François Le Roy (1739-1812). Het stelt de slapende Griekse god Eros voor.

## Iconografie
Het medaillon uit terracotta van slechts enkele millimeters dik, toont het kind met extreme zachtheid en in perspectief. Het getuigt van de bedrevenheid van de maker. 

## Achtergrond
In de Griekse mythologie wordt de god Eros als kind afgebeeld. Voor Le Roy was het een terugkerend element in zijn werk. Zijn werk werd geapprecieerd door Karel van Lotharingen, landvoogd van de Zuidelijke Nederlanden tussen 1741-1744 en 1749-1780 en door het toenmalige Naamse overheid.

## Geschiedenis
Slapend kind werd in 2016 verworven door het Fonds Pierre-François Tilmon, onder beheer van het Erfgoedfonds van de Koning Boudewijnstichting (inventarisnummer: KBS 0166). Het is tentoongesteld in TreM.a (Musée des Arts anciens du Namurois – Trésor d’Oignies) te Namen.